# 上田実親
上田 実親（うえだ さねちか）は、戦国時代から安土桃山時代にかけての武将。
三村氏の家臣。備中国鬼身城主。滝口康彦の歴史小説鬼哭の城の主人公。

## 略歴
備中の戦国大名・三村家親の四男。同国下道郡（現岡山県総社市北部）水内庄を本拠とする上田氏の上田家実（一説によると上田阿西とも）の養子となり、上田実親を名乗った。上田氏の居城・鬼身城は、街道玉島往来の要衝にあり、備中松山城に対する要塞の機能を持った重要な城であった。
備中兵乱が起こると三村氏側の居城が次第に毛利氏に落とされていき、天正3年（1575年）1月23日に鬼身城も毛利勢の大軍に包囲された。実親と城兵は苦戦を強いられ、1月29日実親は城兵の命と引き替えに20歳で自刃し、鬼身城は落城、毛利氏の居城となり宍戸氏が入城した。
この鬼身城襲撃は、義父である上田家実が毛利氏に内通していたのが要因といわれている。
備中松山藩士出身で、幕末期から明治・大正にかけての漢学者、東京高等師範学校教授、新治裁判所長、大審院判事、東京帝国大学教授、東宮御用掛、宮中顧問官、二松學舍大学の前身となる漢学塾二松學舍の創立者
である三島中洲は、この実親の系統の末裔だと称した。

## 関連作品
- 『鬼哭の城』（滝口康彦） - 実親を主人公とした歴史小説。